# Chironomus riparius
Chironomus riparius ist eine Mücke innerhalb der Familie der Zuckmücken (Chironomidae).

## Merkmale
Die Mücken haben eine Körperlänge von 7 bis 8 Millimetern. Der Kopf und Thorax sind gelblichweiß gefärbt und tragen drei schwarze Streifen. Die Beine sind gelblich gefärbt. Das Pronotum ist mittig kragenförmig nach innen gebuchtet. Die Tergite am Hinterleib haben nahe am Vorderrand keine Eindrücke. Das zwölfte Fühlerglied ist bei den Männchen fünf Mal länger als das erste bis zwölfte zusammen. Bei den Weibchen ist das dritte bis fünfte Fühlerglied flaschenförmig, das sechste ist etwas mehr als doppelt so lang wie das fünfte. Das basale Tarsenglied ist ein Drittel länger als die Schiene (Tibia).

## Lebensweise und Verbreitung
Die Tiere kommen in weiten Teilen Europas vor. Die Larve entwickeln sich in langsam fließenden Wiesenbächen.
Die Art ist im Saprobiensystem Anzeiger für Gewässer mit schlechter Wasserqualität (Saprobienindex 3,6).
2025 ergab ein Forschungsprojekt zu den Folgen der Lichtverschmutzung, dass die Larven von Chironomus riparius, wenn diese in der Nacht künstlichem Licht von 100 Lux ausgesetzt werden, Veränderungen in mehr als 1500 ihrer Gene aufweisen. Dies führte im Vergleich mit einer Kontroll-Population, die nachts 8 Stunden im Dunklen gehalten wurde, u. a. zu einer verzögerten Entwicklung, erhöhtem oxidativen Stress und eine drastisch reduzierten Fortpflanzungsfähigkeit.

## Belege